# Ljubica (prénom)
Ljubica (en alphabets cyrilliques serbe et macédonien: Љүбица, prononcé L-you-bit-sa) est un prénom féminin d'origine slave formé sur la base du mot "amour" (ljubav, љубав) ou du verbe "embrasser" (ljubiti, љубити), suivis du suffixe diminutif affectueux -ica. Ljubica est également la forme ancienne, en serbo-croate, du mot utilisé pour désigner la violette, qui se dit aujourd'hui ljubičica (љубиҷица) .

## Variantes
- Slovaque: Ľubica
- Russe: Lyubov
- Bulgare: Ljuba
- Ukrainien: Lyubov
- Croate: Ljubana, Ljubica